# Лужное (Малоярославецкий район)
Лужное — деревня в Малоярославецком муниципальном районе Калужской области. Входит в сельское поселение «Село Ильинское».

## География
Находится у реки Лужа, рядом деревни — Аннино и Мосолово.

## История
В XVII веке здесь находился погост Пречистенский.

## Население
| 2002 | 2010 |
| ---- | ---- |
| 3    | ↗7   |